# Fortress (filme de 1993)
Fortress (bra: A Fortaleza) é um filme produzido nos Estados Unidos de 1993, coescrito por Troy Neighbors e Steven Feinberg e dirigido por Stuart Gordon.

## Sinopse
John Brennick (Christopher Lambert), é um ex-militar que vive num futuro não muito distante, onde o crescimento desordenado da população mundial obrigou o governo a implantar o "controle de natalidade", permitindo somente um filho por mulher. Ele e sua esposa já tiveram esse filho, que infelizmente morreu logo ao nascer, e contrariando a lei sua esposa fica grávida novamente, fazendo com que eles tenham que fugir. Porém eles são presos durante a fuga e enviados para "A Fortaleza" um imenso complexo prisional situado profundamente abaixo do nível da terra, e onde os internos usam um dispositivo implantado no próprio corpo que quando acionado provoca dores intensas.

## Elenco
- Christopher Lambert... John Henry Brennick
- Kurtwood Smith... Poe (Diretor da prisão)
- Loryn Locklin... Karen B. Brennick
- Clifton Collins Jr.... Nino Gomez
- Lincoln Kilpatrick... Abraham
- Jeffrey Combs... D-Day
- Tom Towles... Stiggs
- Vernon Wells... Maddox
- Carolyn Purdy-Gordon... Zed-10 (voz do computador)
- Alan Zitner... Prisoneiro claustrofóbico
- Denni Gordon... Companheira de cela de Karen
- Eric Briant Wells... Guarda da fronteira
- Dragicia Debert... Guarda do scanner biológico
- Heidi Stein... Mulher grávida
- Harry Nurmi... Guarda #1
- Peter Lamb... Guarda #2
- Troy Hunter... Guarda #3
- Peter Marshall... Guarda de autorização de viagem
- Michael Simpson... Instrutor Médico
- Tracy Martin... Prisioneira
- Annika Thomas... Brennick Bebê
- Sam Copping... Brennick aos 3 anos
- Kiralee... Garota do sonho de Brennick
- Warwick Capper... Prisoneiro Braindead